# Шейн, Линда
Ли́нда Шейн (англ. Linda Shayne; США) — американская актриса, кинорежиссёр, сценарист, продюсер и кастинг-директор.

## Биография
Линда Шейн родилась в США. Она окончила Калифорнийский университет в Беркли и посещала Американскую академию драматического искусства.
Линда начала свою кинокарьеру в 1980 году, сыграв роль Салли, Мисс Сэлмон в фильме «Твари из бездны». В том же году она сыграла роль Ким в эпизоде телесериала «Местечко Арчи Банкера». Всего сыграла около двадцати ролей в фильмах и телесериалах.
В начале 1980-х годов Линда начала писать сценарии к фильмам, а ещё несколько лет спустя она начала снимать фильмы и телесериалы, продюсировать их; также сняла несколько видеоклипов.

## Фильмография
- 1980 — Твари из бездны / Humanoids from the Deep — Салли, мисс Салмон
- 1981 — День окончания школы / Graduation Day — Пола Брентвуд
- 1981 — Прекрасная, но опасная / Lovely But Deadly — Барб
- 1983 — Сумасброды / Screwballs — Бутси Гудхед
- 1984 — Потерянная империя / The Lost Empire — Синди Блейк
- 1985 — Мои злые, злые дела: Легенда об Эрроле Флинне / My Wicked, Wicked Ways: The Legend of Errol Flynn — девушка в поезде
- 1986 — Слишком серьёзная игра / Out of Bounds — Крис Кейдж
- 1987 — Нейтральная полоса / No Man’s Land — Пегги
- 1987 — Нехорошая мамаша 2 / Big Bad Mama II — кассир в банке
- 1988 — Папины дети / Daddy’s Boys — Нанетт
- 1988 — Пурпурный людоед / Purple People Eater — медсестра
- 1992 — Манчи / Munchie — участница группы
- 1994 — Манчи наносит ответный удар / Munchie Strikes Back — участница группы